# بارني روجرز
بارني روجرز (20 أغسطس 1982 بهراري في زيمبابوي - )  (بالإنجليزية: Barney Rogers)‏ هو لاعب كريكت زيمبابوي. لعب مع منتخب زمبابوي للكريكت.

## وصلات خارجية
- بارني روجرز على موقع إي آس بي آن كريك إنفو (الإنجليزية)